# Пробы (фильм)
«Пробы» (англ. The Audition) — короткометражный фильм режиссёра Мартина Скорсезе. В нём приняли участие Роберт Де Ниро и Леонардо Ди Каприо, сыгравшие самих себя, которые ведут борьбу друг с другом за роль в следующем фильме Скорсезе в путешествии по Азии.
Короткометражная лента была частью рекламной кампании по продвижению игорно-гостиничного комплекса из курорта и казино Студио-Сити в районе Макао, Китай. Это первый фильм Скорсезе, в котором снялись вместе Де Ниро и Ди Каприо. Оба актёра ранее уже несколько раз работали со Скорсезе на съёмочной площадке (Де Ниро сыграл в девяти картинах Скорсезе, Ди Каприо — в пяти), но втроём никогда не встречались в рамках одного проекта. Брэд Питт, также играющий самого себя, появляется в качестве камео.

## Сюжет
Роберт Де Ниро и Леонардо Ди Каприо встречаются с Мартином Скорсезе на курорте Города Мечты в Маниле для проб в его новом фильме. Несмотря на долгие годы совместной работы со Скорсезе, актёры узнают, что являются конкурентами друг друга в борьбе за одну и ту же роль.
Скорсезе разъясняет своё видение будущей роли двум его музам во время пребывания в отеле Студио-Сити в Макао. Между Де Ниро и Ди Каприо возникает спор, в котором они приводят доводы в поддержку своего участия в проекте. Во время ужина втроём в отеле на Скорсезе находит вдохновение, когда он видит рекламу с участием Брэда Питта.
Далее все трое направляются в Японию, где Де Ниро и Ди Каприо приводят свои последние аргументы. Скорсезе неожиданно объявляет, что ни один из них не подходит для роли и быстро прощается с ними. Задумываясь между собой о том, почему они не были выбраны, Де Ниро и Ди Каприо замечают, как Скорсезе встречается с тот час же прибывшим в Японию Питтом. Де Ниро и Ди Каприо понимают, что Питт был выбран для той роли, и уходят в ночь в разочаровании.

## В ролях
- Роберт Де Ниро — в роли самого себя
- Леонардо Ди Каприо — в роли самого себя
- Брэд Питт — в роли самого себя
- Мартин Скорсезе — в роли самого себя
- Родриго Прието — в роли самого себя

## Производство
Короткометражный фильм был профинансирован Melco Crown Entertainment Limited к открытию собственного курорта и казино Студио-Сити в Макао. При бюджете около 70 миллионов долларов США, каждый актёр, как сообщается, получил по 13 миллионов долларов США меньше, чем за два дня работы.
Сценарий был написан Теренсом Уинтером, который ранее работал со Скорсезе над фильмом «Волк с Уолл-стрит» и сериалом «Подпольная империя». На съёмки ушло менее недели, их местом проведения был Нью-Йорк. Так как казино ещё не было построено во время производства короткометражного фильма, во время съёмок использовались 3D-визуализации будущих сооружений.

## Прокат
Премьера короткометражного фильма состоялась 27 октября 2015 года в казино Студио-Сити в Макао, Китай одновременно с торжественным открытием курорта. Скорсезе, Де Ниро, Ди Каприо и продюсер Бретт Ратнер лично присутствовали на этой премьере.
Предварительный показ состоялся ранее, 3 октября 2015 года, на 20-м Пусанском международном кинофестивале в Южной Корее. Также показ ленты должен был состояться на Венецианском кинофестивале 7 сентября 2015 года, но, как сообщается, был отменён из-за технических проблем. По слухам, причина отмены показа была связана с восприятием фильма как рекламного продукта, а не художественного произведения.
До настоящего времени короткометражный фильм не выходил в коммерческий прокат. Тем не менее он был использован в качестве рекламы перед показами фильмов в кинотеатрах по всему Гонконгу и Китаю в целях дальнейшего продвижения Студио-Сити.